# Partito della Cina per l'Interesse Pubblico
Il Partito della Cina per l'Interesse Pubblico è uno degli otto partiti politici legalmente riconosciuti nella Repubblica Popolare Cinese che seguono la direzione del Partito Comunista Cinese (PCC) e sono rappresentati nella Conferenza politica consultiva del popolo cinese.
Il partito deriva dalla oltreoceano Società Hung, organizzazione con sede a San Francisco, Stati Uniti d'America. Questa organizzazione fu uno dei principali sostenitori di Sun Yat-sen nelle sue attività rivoluzionarie per rovesciare la dinastia Qing.
Il partito fu fondato nell'ottobre del 1925 a San Francisco, e fu guidato da Chen Jiongming e Tang Jiyao, due ex signori della guerra del Kuomintang che si erano ribellati. Il loro primo programma era il federalismo e la democrazia multipartitica. Il partito spostò la sua sede ad Hong Kong nel 1926. Dopo l'invasione giapponese della Manciuria nel 1931, iniziò a dedicarsi alla propaganda e ai boicottaggi anti-giapponesi. Il partito fu quasi spazzato via durante l'occupazione giapponese di Hong Kong. Si spostò su posizioni di sinistra durante il suo terzo congresso nel 1947.
Dopo la fondazione della Repubblica Popolare Cinese, su invito del PCC, i suoi rappresentanti presero parte alla prima sessione plenaria della CPCPC nel 1949. Parteciparono all'elaborazione del programma comune della Conferenza e all'elezione del governo popolare centrale. Come parte della riorganizzazione del Partito Comunista Cinese dei partiti minori allineati, il Partito per l'Interesse Pubblico fu designato come il partito di ritorno per i cinesi d'oltremare, i loro parenti e figure note e studiosi che avevano legami con l'estero.
A volte, il partito sembra essere utilizzato come intermediario conveniente per i contatti con determinati interessi stranieri. Ad esempio, quando una delegazione di politici paraguaiani visitò Pechino nel 2001 e incontrò Li Peng (nonostante il Paraguay avesse relazioni diplomatiche non con la Repubblica Popolare Cinese, ma con la Repubblica di Cina a Taiwan), non fu invitato dal governo della Repubblica Popolare o dal Partito Comunista, ma dal Partito per l'Interesse Pubblico.
Nell'aprile 2007, Wan Gang, vicepresidente del comitato centrale del partito, è stato nominato ministro della tecnologia. Questa è stata la prima nomina ministeriale da un partito non comunista in Cina dagli anni 1950.

## Leader
1. Chen Jiongming (1925-1933)
2. Chen Yansheng (陈 演 生) (1933-1947)
3. Li Jishen (1947-1950)
4. Chen Qiyou (陈 其 尤) (1950-1979)
5. Huang Dingchen (黄鼎臣) (1979-1984)
6. Dong Yinchu (董寅初) (1984-1997)
7. Luo Haocai (1997-2007)
8. Wan Gang (2007-in carica)[3]